# Dimarella (Pachyleon) alvarengai
Dimarella (Pachyleon) alvarengai is een insect uit de familie van de mierenleeuwen (Myrmeleontidae), die tot de orde netvleugeligen (Neuroptera) behoort. 
Dimarella (Pachyleon) alvarengai is voor het eerst wetenschappelijk beschreven door Stange in 1970.